# The Stomachmouths
Gli Stomachmouths furono un gruppo musicale di garage rock svedese proveniente da Stoccolma.

## Storia degli Stomachmouths
Gli Stomachmouths si formarono a Stoccolma nel 1984 da un gruppo di appassionati della musica '60s garage statunitense, che in quel periodo vedeva una nuova rinascita anche grazie alla diffusione di compilazioni come Pebbles curata da Greg Shaw e Back from the Grave curate da Tim Warren. La band fu fondata da Stefan Kery (voce e chitarra), allora commesso al Vinylmania, un noto negozio di dischi della capitale e da Lars Kjellen (chitarra), Martin Skeppholm (batteria) e Par Stavborg (basso). Di li ad un anno si unirà a loro Anna Nystrom (organo Farfisa). Già dopo i primi due 7" This Is..... e 'm Going Away, la band diviene una delle più note della scena svedese, per poi dare alle stampe il loro primo album dal titolo Something Weird, che conteneva 12 brani della band e due cover.
Nel 1987 il loro secondo album dal titolo In Orbit vide l'ingresso nella band di Jens Lindberg, precedentemente nei Crimson Shadows. La band si sciolse poi poco dopo la pubblicazione del disco. Kery divenne presidente dell'etichetta Subliminal Sounds.

## Membri
- Stefan Kery, voce/chitarra
- Martin Skeppholm, batteria
- Lars Kjellen, chitarra
- Par Stavborg, basso
- Anna Nystrom, organo
- Jens Lindberg, basso (1987)

## Discography

### Album
- 1986 - Something Weird (Got to Hurry Records 101)
- 1986 - In Orbit (Got to Hurry Records 102)

### Singoli
- 1986 - This Is..... 7" single (Sunlight Records, 196025-01)
- 1987 - I'm Going Away 7" EP, (Got to Hurry Records 201)

### Greatest Hits
- 1985 - Wild Trip 12" LP (Voxx Records 200.040)
- 1986 - Born Losers CD (Subliminal Sounds, SUBCD6/KOOKS CD008SS)